# Stanisław Haller de Hallenburg
Stanisław Haller de Hallenburg (Cracovia, 26 aprile 1872 – Charkiv, primavera 1940) è stato un generale polacco.
Aveva il titolo di barone ed apparteneva ad un'antichissima famiglia nobile d'origine tedesca, legittimata alla nobiltà fin dall'XI secolo. Suo cugino era il generale e politico Józef Haller de Hallenburg.

## Biografia

### Ufficiale austro-ungarico
Stanisław frequentò l'accademia militare di Vienna, uscendone tenente di un reggimento di cavalleria nel 1894. Dopo essere stato promosso prima capitano e poi maggiore dell'esercito austroungarico, durante la prima guerra mondiale fece parte dello stato maggiore austriaco sul fronte orientale in Romania e in Moldavia, quindi nel 1917 divenne colonnello e cavaliere dell'Ordine Reale di Santo Stefano d'Ungheria. Nello stesso anno divenne comandante militare di Cracovia.

Sempre durante la prima guerra mondiale, Stanisław Haller, convinto sostenitore di una vera monarchia costituzionale e dell'indipendenza polacca, rimase deluso dalla instaurazione del Regno di Polonia (che era, nella realtà, uno stato fantoccio creato dalla Germania imperiale) e si mise in contatto con il reggente del Regno, il principe Zdzisław Lubomirski.

### Il servizio con l'esercito polacco e la morte
Quando nel 1918 la Polonia divenne in effetti indipendente, Haller de Hallenburg venne promosso generale dell'esercito polacco e gli venne affidata la difesa della regione della Masuria dalle truppe sovietiche.

Durante la guerra sovietico-polacca comandò la difesa contro il generale sovietico Semën Michajlovič Budënnyj e in seguito a quest'azione ricevette l'Ordine di San Stanislao. Nel 1926 si staccò dal regime Piłsudski, perché deluso dalla mancata restaurazione della monarchia ed ebbe a tal proposito un intenso scambio di lettere con il generale tedesco Rüdiger von der Goltz che sosteneva la stessa causa e che, all'epoca, serviva come ufficiale nell'armata polacca.
Nel 1939 venne arrestato dall'NKVD ed internato nel campo di prigionieri di guerra di Starobielsk. Nell'aprile 1940 fu assassinato dall'NKVD durante il massacro di Katyn'.